# Condado de Grant (Indiana)
O Condado de Grant é um dos 92 condados do estado americano de Indiana. A sede do condado é Marion, e sua maior cidade é Marion. O condado possui uma área de 1 074 km² (dos quais 2 km² estão cobertos por água), uma população de 73 403 habitantes, e uma densidade populacional de 68 hab/km² (segundo o censo nacional de 2000). O condado foi fundado em 1831.